# Ryotaro Tsunoda
Ryotaro Tsunoda (escritura japonesa: 角田　涼太朗 (Tsunoda Ryotaro); Saitama, 27 de junio de 1999) es un futbolista japonés que juega como defensa en el Yokohama F. Marinos de la J1 League.

## Trayectoria
El 23 de enero de 2024, el Cardiff City de la EFL Championship anunció su incorporación y su inmediata cesión al K. V. Kortrijk de Bélgica hasta el final de la temporada. A este equipo regresó en enero del año siguiente en una nueva cesión. Tras esta última, en agosto de 2025, se marchó definitivamente al Yokohama F. Marinos.

## Clubes
| Club                    | País    | Año       |
| ----------------------- | ------- | --------- |
| Yokohama F. Marinos     | Japón   | 2020-2024 |
| Cardiff City F. C.      | Gales   | 2024-2025 |
| K. V. Kortrijk (cedido) | Bélgica | 2024      |
| K. V. Kortrijk (cedido) | Bélgica | 2025      |
| Yokohama F. Marinos     | Japón   | 2025-     |

## Palmarés

### Títulos nacionales
| Título             | Club                | País  | Año  |
| ------------------ | ------------------- | ----- | ---- |
| J1 League          | Yokohama F. Marinos | Japón | 2022 |
| Supercopa de Japón | Yokohama F. Marinos | Japón | 2023 |